# 젯스타 아시아 항공
젯스타 아시아 항공(중국어: 捷星亚洲航空公司, 영어: Jetstar Asia Airways)은 싱가포르에서 운항했었던 저비용 항공사로 허브 공항은 싱가포르 창이 국제공항이 있었다. 비용 증가 압박 및 적자 운영으로 인해 2025년 7월 31일 운항중단 되었다.

## 역사
- 2004년 : 회사 설립.
- 2005년 : 발루에어와 합병 후 발루 에어의 명칭은 유지
- 2006년 : 오스트레일리아의 제트스타 항공과 브랜드를 통일
- 2008년 : 싱가포르 ~ 쿠알라룸푸르 국제선 증편 및 미얀마 국제항공에 기종 임대
- 2009년 : 싱가포르 ~ 도쿄 국제선 노선을 싱가포르 항공국에 신청했으나(에어버스 A330를 2대를 인도 예정)[1]이듬해 신청을 기각[2]
- 2010년 : 오사카 ~ 타이페이 ~ 싱가포르 국제선 노선의 운항 개시[3]
- 2011년 : 오클랜드 ~ 싱가포르 국제선 노선 취항 및 에어버스 A330-200 기종 도입
- 2025년 7월 31일 : 최종 운항중단

## 운항 노선
- 운항중단 직전 젯스타 아시아 항공은 다음과 같은 노선을 운항하고 있다.

### 코드셰어 협정
- 젯스타 아시아 항공은 다음과 같은 항공사들과 코드셰어 협정을 맺고 있었다.
- 에미레이트 항공
- 핀에어 (원월드)
- 콴타스 항공 (원월드)
- 스리랑카 항공 (원월드)

### 인터라인 협정
- 젯스타 항공은 다음과 같은 항공사들과 인터라인 협정을 맺고 있었다.
- 에어 프랑스 (스카이팀)
- 에어 모리셔스
- 영국항공 (원월드)
- 중국남방항공
- 피지 항공 (원월드)
- KLM (스카이팀)
- LOT 폴란드 항공 (스타얼라이언스)
- 루프트한자 (스타얼라이언스)
- 터키항공 (스타얼라이언스)

## 보유 기종
- 2025년 7월 운항중단 전 젯스타 아시아 항공은 다음과 같이 보유하고 있었다.

## 같이 보기
- 젯스타 항공
- 젯스타 재팬